# Jayakerta (plaats)
Jayakerta is een bestuurslaag in het regentschap Karawang van de provincie West-Java, Indonesië. Jayakerta telt 5260 inwoners (volkstelling 2010).